# Grand Prix Kanady 2015
Grand Prix Kanady 2015 (oficjalnie Formula 1 Grand Prix du Canada 2015) – siódma eliminacja Mistrzostw Świata Formuły 1 w sezonie 2015. Grand Prix odbyło się 5–7 czerwca 2015 roku na torze Circuit Gilles Villeneuve w Montrealu.

## Lista startowa
Źródło: Wyprzedź Mnie!
| Nr | Kierowca         | Zespół                        | Samochód               | Silnik                         | Opony |
| -- | ---------------- | ----------------------------- | ---------------------- | ------------------------------ | ----- |
| 3  | Daniel Ricciardo | Infiniti Red Bull Racing      | Red Bull RB11          | Renault Energy F1-2015 1.6T V6 | P     |
| 5  | Sebastian Vettel | Scuderia Ferrari              | Ferrari SF15-T         | Ferrari 059/4 1.6T V6          | P     |
| 6  | Nico Rosberg     | Mercedes AMG Petronas F1 Team | Mercedes F1 W06 Hybrid | Mercedes-Benz PU106B 1.6T V6   | P     |
| 7  | Kimi Räikkönen   | Scuderia Ferrari              | Ferrari SF15-T         | Ferrari 059/4 1.6T V6          | P     |
| 8  | Romain Grosjean  | Lotus F1 Team                 | Lotus E23 Hybrid       | Mercedes-Benz PU106B 1.6T V6   | P     |
| 9  | Marcus Ericsson  | Sauber F1 Team                | Sauber C34             | Ferrari 059/4 1.6T V6          | P     |
| 11 | Sergio Pérez     | Sahara Force India F1 Team    | Force India VJM08      | Mercedes-Benz PU106B 1.6T V6   | P     |
| 12 | Felipe Nasr      | Sauber F1 Team                | Sauber C34             | Ferrari 059/4 1.6T V6          | P     |
| 13 | Pastor Maldonado | Lotus F1 Team                 | Lotus E23 Hybrid       | Mercedes-Benz PU106B 1.6T V6   | P     |
| 14 | Fernando Alonso  | McLaren Mercedes              | McLaren MP4-30         | Honda RA615H 1.6T V6           | P     |
| 19 | Felipe Massa     | Williams Martini Racing       | Williams FW37          | Mercedes-Benz PU106B 1.6T V6   | P     |
| 22 | Jenson Button    | McLaren Mercedes              | McLaren MP4-30         | Honda RA615H 1.6T V6           | P     |
| 26 | Daniił Kwiat     | Infiniti Red Bull Racing      | Red Bull RB11          | Renault Energy F1-2015 1.6T V6 | P     |
| 27 | Nico Hülkenberg  | Sahara Force India F1 Team    | Force India VJM08      | Mercedes-Benz PU106B 1.6T V6   | P     |
| 28 | Will Stevens     | Manor Marussia F1 Team        | Marussia MR03B         | Ferrari 059/3 1.6T V6          | P     |
| 33 | Max Verstappen   | Scuderia Toro Rosso           | Toro Rosso STR10       | Renault Energy F1-2015 1.6T V6 | P     |
| 44 | Lewis Hamilton   | Mercedes AMG Petronas F1 Team | Mercedes F1 W06 Hybrid | Mercedes-Benz PU106B 1.6T V6   | P     |
| 55 | Carlos Sainz Jr. | Scuderia Toro Rosso           | Toro Rosso STR10       | Renault Energy F1-2015 1.6T V6 | P     |
| 77 | Valtteri Bottas  | Williams Martini Racing       | Williams FW37          | Mercedes-Benz PU106B 1.6T V6   | P     |
| 98 | Roberto Merhi    | Manor Marussia F1 Team        | Marussia MR03B         | Ferrari 059/3 1.6T V6          | P     |
| Nr | Kierowca         | Zespół                        | Samochód               | Silnik                         | Opony |

## Wyniki

### Sesje treningowe
Źródło: Wyprzedź Mnie!
| Sesja | Nr | Kierowca       | Konstruktor | Czas     | Okr. |
| ----- | -- | -------------- | ----------- | -------- | ---- |
| 1     | 44 | Lewis Hamilton | Mercedes    | 1:16,212 | 34   |
| 2     | 44 | Lewis Hamilton | Mercedes    | 1:15,988 | 22   |
| 3     | 6  | Nico Rosberg   | Mercedes    | 1:15,660 | 17   |

### Kwalifikacje
Źródło: Wyprzedź Mnie!
| Poz. | Nr | Kierowca         | Konstruktor          | Q1       | Q2       | Q3       | Poz. s. |
| --- | --- | ---------------- | -------------------- | -------- | -------- | -------- | ------- |
| 1 | 44 | Lewis Hamilton   | Mercedes             | 1:15,895 | 1:14,661 | 1:14,393 | 1       |
| 2 | 6 | Nico Rosberg     | Mercedes             | 1:15,893 | 1:14,673 | 1:14,702 | 2       |
| 3 | 7 | Kimi Räikkönen   | Ferrari              | 1:16,259 | 1:15,348 | 1:15,014 | 3       |
| 4 | 77 | Valtteri Bottas  | Williams–Mercedes    | 1:16,552 | 1:15,506 | 1:15,102 | 4       |
| 5 | 8 | Romain Grosjean  | Lotus–Mercedes       | 1:15,833 | 1:15,187 | 1:15,194 | 5       |
| 6 | 13 | Pastor Maldonado | Lotus–Mercedes       | 1:16,098 | 1:15,622 | 1:15,329 | 6       |
| 7 | 27 | Nico Hülkenberg  | Force India–Mercedes | 1:16,186 | 1:15,706 | 1:15,614 | 7       |
| 8 | 26 | Daniił Kwiat     | Red Bull–Renault     | 1:16,415 | 1:15,891 | 1:16,079 | 8       |
| 9 | 3 | Daniel Ricciardo | Red Bull–Renault     | 1:16,410 | 1:16,006 | 1:16,114 | 9       |
| 10 | 11 | Sergio Pérez     | Force India–Mercedes | 1:16,827 | 1:15,974 | 1:16,338 | 10      |
| 11 | 55 | Carlos Sainz Jr. | Toro Rosso–Renault   | 1:16,611 | 1:16,042 | –        | 11      |
| 12 | 33 | Max Verstappen   | Toro Rosso–Renault   | 1:16,361 | 1:16,245 | –        | 20      |
| 13 | 9 | Marcus Ericsson  | Sauber–Ferrari       | 1:16,796 | 1:16,262 | –        | 12      |
| 14 | 14 | Fernando Alonso  | McLaren–Honda        | 1:17,012 | 1:16,276 | –        | 13      |
| 15 | 12 | Felipe Nasr      | Sauber–Ferrari       | 1:16,968 | 1:16,620 | –        | 14      |
| 16 | 5 | Sebastian Vettel | Ferrari              | 1:17,344 | –        | –        | 19      |
| 17 | 19 | Felipe Massa     | Williams–Mercedes    | 1:17,886 | –        | –        | 15      |
| 18 | 98 | Roberto Merhi    | Marussia–Ferrari     | 1:19,133 | –        | –        | 16      |
| 19 | 28 | Will Stevens     | Marussia–Ferrari     | 1:19,157 | –        | –        | 17      |
| Nie wystartowali / niedopuszczeni do ponownego startu | |                  |                      |          |          |          |         |
| 20 | 22 | Jenson Button    | McLaren–Honda        | –        | –        | –        | 18      |
| Poz. | Nr | Kierowca         | Konstruktor          | Q1       | Q2       | Q3       | Poz. s. |
| \| Legenda \| Legenda \| \| ------------------------ \| ---------------------------------------------------------------------------------------------------------------------------------------------------------------------------------------------------------------------------------------------------------------- \| \| Poz. Nr Q1 Q2 Q3 Poz. s. \| Pozycja zajęta w sesji kwalifikacyjnej Numer startowy kierowcy Wynik uzyskany w pierwszej części kwalifikacji Wynik uzyskany w drugiej części kwalifikacji Wynik uzyskany w trzeciej części kwalifikacji Pozycja startowa po uwzględnięniu kar, przesunięć, itp. \| | |                  |                      |          |          |          |         |
| Legenda | |                  |                      |          |          |          |         |
| Poz. Nr Q1 Q2 Q3 Poz. s. | Pozycja zajęta w sesji kwalifikacyjnej Numer startowy kierowcy Wynik uzyskany w pierwszej części kwalifikacji Wynik uzyskany w drugiej części kwalifikacji Wynik uzyskany w trzeciej części kwalifikacji Pozycja startowa po uwzględnięniu kar, przesunięć, itp. |                  |                      |          |          |          |         |

### Wyścig

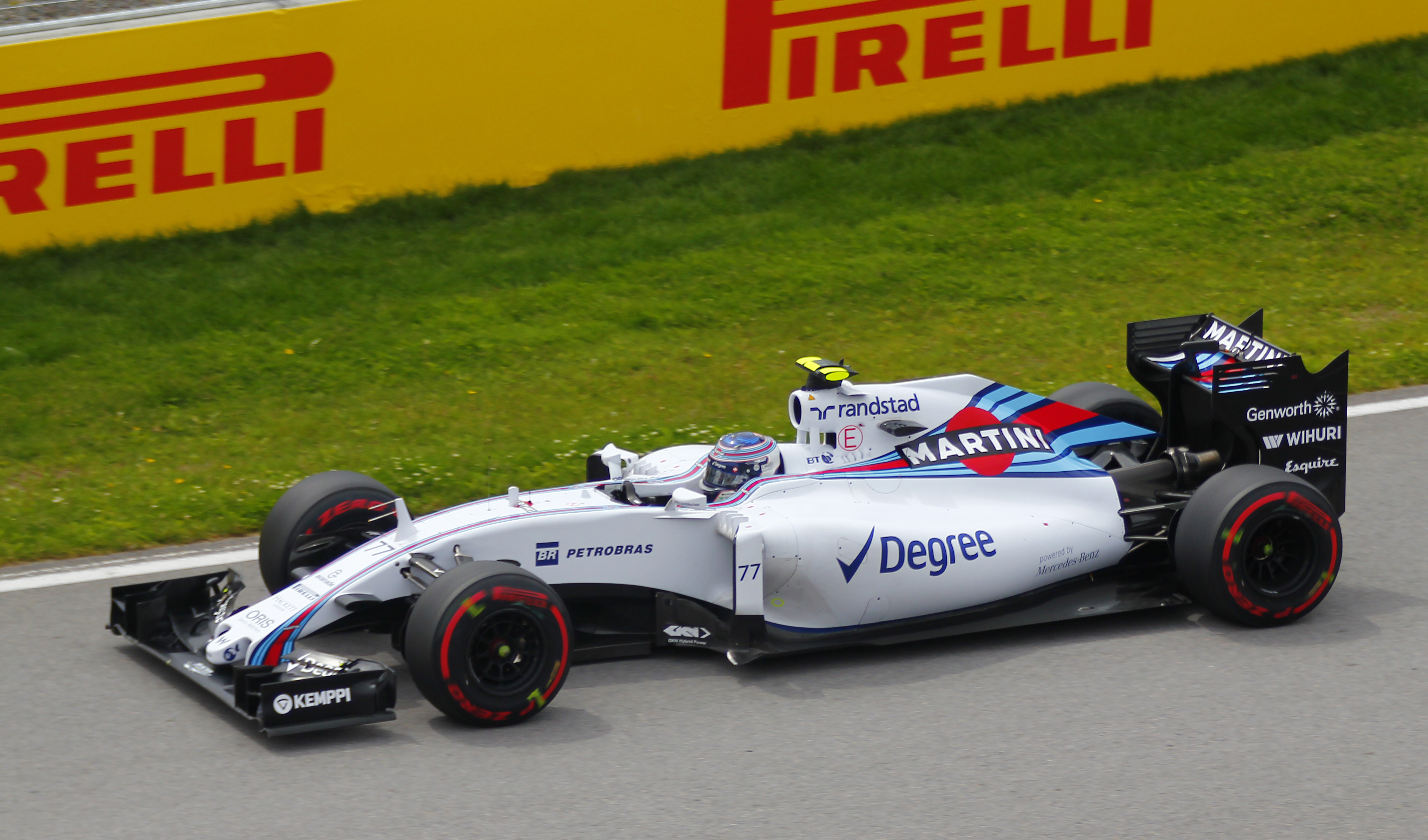
Valtteri Bottas podczas wyścigu

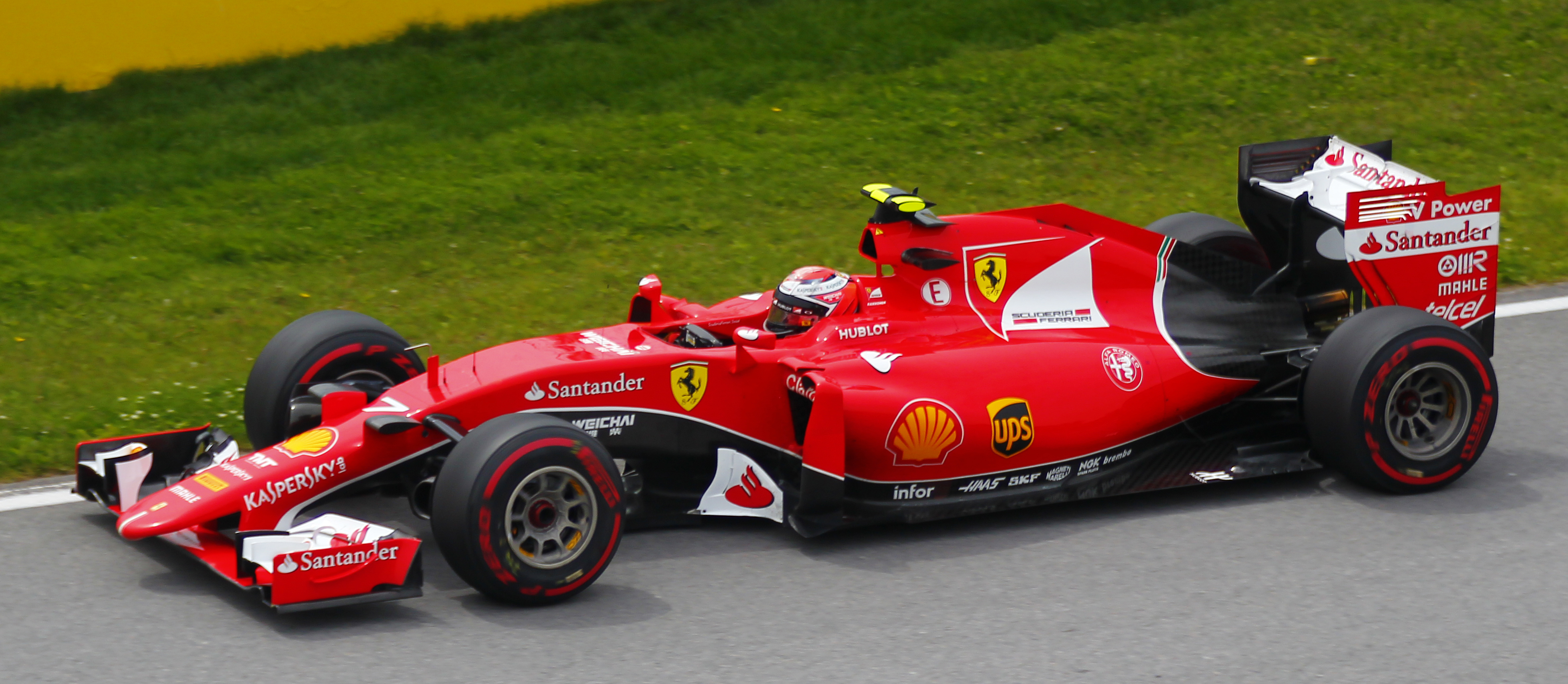
Kimi Räikkönen podczas wyścigu

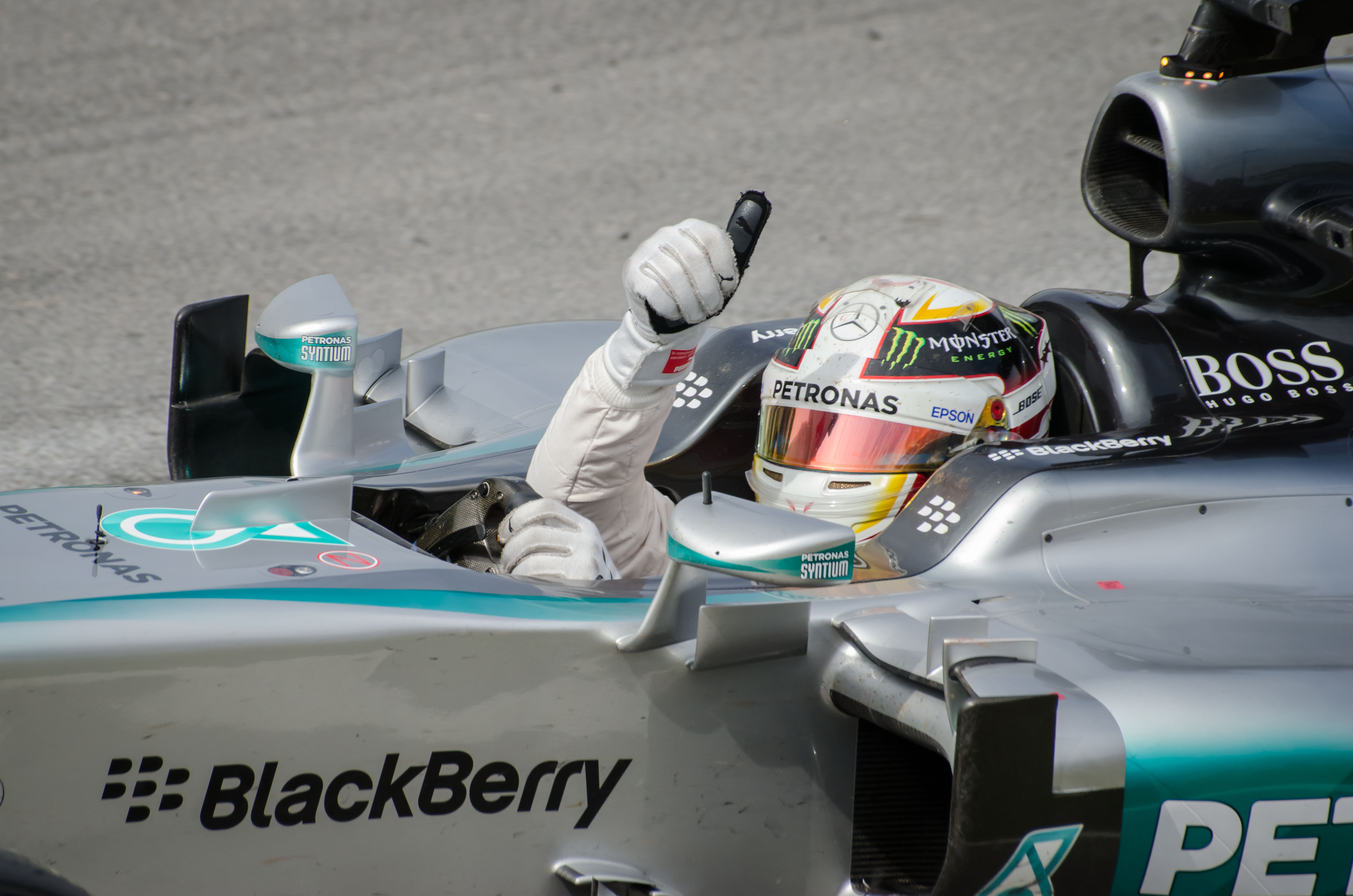
Lewis Hamilton po zwycięstwie w wyścigu

Źródło: Wyprzedź Mnie!
| P                 | + / –     | Nr | Kierowca         | Konstruktor          | Okr. | Czas / Strata | Komentarz                  |
| ----------------- | --------- | -- | ---------------- | -------------------- | ---- | ------------- | -------------------------- |
| 1                 | Bez zmian | 44 | Lewis Hamilton   | Mercedes             | 70   | 1h31m53,145   |                            |
| 2                 | Bez zmian | 6  | Nico Rosberg     | Mercedes             | 70   | +0:02,285     |                            |
| 3                 | 1         | 77 | Valtteri Bottas  | Williams–Mercedes    | 70   | +0:40,666     |                            |
| 4                 | 1         | 7  | Kimi Räikkönen   | Ferrari              | 70   | +0:45,625     |                            |
| 5                 | 14        | 5  | Sebastian Vettel | Ferrari              | 70   | +0:49,903     |                            |
| 6                 | 9         | 19 | Felipe Massa     | Williams–Mercedes    | 70   | +0:56,381     |                            |
| 7                 | 1         | 13 | Pastor Maldonado | Lotus–Mercedes       | 70   | +1:06,664     |                            |
| 8                 | 1         | 27 | Nico Hülkenberg  | Force India–Mercedes | 69   | +1 okr.       |                            |
| 9                 | 1         | 26 | Daniił Kwiat     | Red Bull–Renault     | 69   | +1 okr.       |                            |
| 10                | 5         | 8  | Romain Grosjean  | Lotus–Mercedes       | 69   | +1 okr.       | [ a ]                      |
| 11                | 1         | 11 | Sergio Pérez     | Force India–Mercedes | 69   | +1 okr.       |                            |
| 12                | 1         | 55 | Carlos Sainz Jr. | Toro Rosso–Renault   | 69   | +1 okr.       |                            |
| 13                | 4         | 3  | Daniel Ricciardo | Red Bull–Renault     | 69   | +1 okr.       |                            |
| 14                | 2         | 9  | Marcus Ericsson  | Sauber–Ferrari       | 69   | +1 okr.       |                            |
| 15                | 5         | 33 | Max Verstappen   | Toro Rosso–Renault   | 69   | +1 okr.       |                            |
| 16                | 2         | 12 | Felipe Nasr      | Sauber–Ferrari       | 68   | +2 okr.       |                            |
| 17                | Bez zmian | 28 | Will Stevens     | Marussia–Ferrari     | 66   | +4 okr.       |                            |
| Niesklasyfikowani |           |    |                  |                      |      |               |                            |
|                   |           | 98 | Roberto Merhi    | Marussia–Ferrari     | 61   | +12 okr.      | układ przeniesienia napędu |
|                   |           | 22 | Jenson Button    | McLaren–Honda        | 58   | +12 okr.      | układ wydechowy            |
|                   |           | 14 | Fernando Alonso  | McLaren–Honda        | 45   | +25 okr.      | układ wydechowy            |
| P                 | + / –     | Nr | Kierowca         | Konstruktor          | Okr. | Czas / Strata | Komentarz                  |

### Najszybsze okrążenie
Źródło: Wyprzedź Mnie!
| Nr | Kierowca       | Konstruktor | Czas     | Okr. |
| -- | -------------- | ----------- | -------- | ---- |
| 7  | Kimi Räikkönen | Ferrari     | 1:16,987 | 43   |

## Prowadzenie w wyścigu
Źródło: Racing–Reference.info
| Nr                              | Kierowca       | Okrążenia   | Suma |
| ------------------------------- | -------------- | ----------- | ---- |
| 44                              | Lewis Hamilton | 1-28, 29-70 | 69   |
| 6                               | Nico Rosberg   | 28-29       | 14   |
| \| Wykres \| \| ------ \| \| \| |                |             |      |
| Wykres                          |                |             |      |
|                                 |                |             |      |

## Klasyfikacja po zakończeniu wyścigu

### Kierowcy
| P                 | +/− | Kierowca         | Starty | Punkty | P1 | P2 | P3 | PP | NO | NS |
| ----------------- | --- | ---------------- | ------ | ------ | -- | -- | -- | -- | -- | -- |
| 1                 | 0   | Lewis Hamilton   | 7      | 151    | 4  | 2  | 1  | 6  | 3  | –  |
| 2                 | 0   | Nico Rosberg     | 7      | 134    | 2  | 3  | 2  | 1  | 1  | –  |
| 3                 | 0   | Sebastian Vettel | 7      | 108    | 1  | 1  | 3  | –  | –  | –  |
| 4                 | 0   | Kimi Räikkönen   | 7      | 72     | –  | 1  | –  | –  | 2  | 1  |
| 5                 | 0   | Valtteri Bottas  | 6      | 57     | –  | –  | 1  | –  | –  | –  |
| 6                 | 0   | Felipe Massa     | 7      | 47     | –  | –  | –  | –  | –  | –  |
| 7                 | 0   | Daniel Ricciardo | 7      | 35     | –  | –  | –  | –  | 1  | –  |
| 8                 | 0   | Daniił Kwiat     | 6      | 19     | –  | –  | –  | –  | –  | 1  |
| 9                 | +1  | Romain Grosjean  | 7      | 17     | –  | –  | –  | –  | –  | 1  |
| 10                | −1  | Felipe Nasr      | 7      | 16     | –  | –  | –  | –  | –  | –  |
| 11                | 0   | Sergio Pérez     | 7      | 11     | –  | –  | –  | –  | –  | –  |
| 12                | +1  | Nico Hülkenberg  | 7      | 10     | –  | –  | –  | –  | –  | 1  |
| 13                | −1  | Carlos Sainz Jr. | 7      | 9      | –  | –  | –  | –  | –  | 1  |
| 14                | 0   | Max Verstappen   | 7      | 6      | –  | –  | –  | –  | –  | 3  |
| 15                | +5  | Pastor Maldonado | 7      | 6      | –  | –  | –  | –  | –  | 5  |
| 16                | −1  | Marcus Ericsson  | 7      | 5      | –  | –  | –  | –  | –  | 1  |
| 17                | −1  | Jenson Button    | 6      | 4      | –  | –  | –  | –  | –  | 2  |
| 18                | −1  | Fernando Alonso  | 6      | 0      | –  | –  | –  | –  | –  | 4  |
| 19                | −1  | Roberto Merhi    | 6      | 0      | –  | –  | –  | –  | –  | 1  |
| 20                | −1  | Will Stevens     | 5      | 0      | –  | –  | –  | –  | –  | –  |
| Niesklasyfikowani |     |                  |        |        |    |    |    |    |    |    |
|                   |     | Kevin Magnussen  | –      | –      | –  | –  | –  | –  | –  | –  |
| P                 | +/− | Kierowca         | Starty | Punkty | P1 | P2 | P3 | PP | NO | NS |

### Konstruktorzy
| P  | +/− | Konstruktor             | Starty | Punkty | P1 | P2 | P3 | PP | NO | NS |
| -- | --- | ----------------------- | ------ | ------ | -- | -- | -- | -- | -- | -- |
| 1  | 0   | Mercedes                | 14     | 285    | 6  | 5  | 3  | 7  | 4  | –  |
| 2  | 0   | Ferrari                 | 14     | 180    | 1  | 2  | 3  | –  | 2  | 1  |
| 3  | 0   | Williams Mercedes       | 13     | 104    | –  | –  | 1  | –  | –  | –  |
| 4  | 0   | Red Bull Racing Renault | 14     | 54     | –  | –  | –  | –  | 1  | 2  |
| 5  | +2  | Lotus Mercedes          | 14     | 23     | –  | –  | –  | –  | –  | 6  |
| 6  | −1  | Sauber Ferrari          | 14     | 21     | –  | –  | –  | –  | –  | 1  |
| 7  | −1  | Force India Mercedes    | 14     | 21     | –  | –  | –  | –  | –  | 1  |
| 8  | 0   | STR Renault             | 14     | 15     | –  | –  | –  | –  | –  | 4  |
| 9  | 0   | McLaren Honda           | 12     | 4      | –  | –  | –  | –  | –  | 6  |
| 10 | 0   | Marussia Ferrari        | 11     | 0      | –  | –  | –  | –  | –  | 1  |
| P  | +/− | Konstruktor             | Starty | Punkty | P1 | P2 | P3 | PP | NO | NS |